# .mq
.mq es el dominio de nivel superior geográfico (ccTLD) para Martinica.